# 수북남초등학교
수북남초등학교는 대한민국 전라남도 담양군 수북면 한수동로 362 (개동리)에 있었던 초등학교이다.

## 연혁
- 1959년 4월 1일 수북국민학교 개동분교장 개설
- 1962년 10월 31일 수북남국민학교로 승격
- 1981년 3월 5일 병설유치원 개원
- 1996년 3월 1일 수북남초등학교로 개칭
- 1999년 3월 1일 수북초등학교로 통폐합